# شهرستان پژسوخا
شهرستان پژسوخا (به لهستانی: Powiat Przysucha) یک شهرستان در لهستان است که در استان ماسوویان واقع شده‌است. شهرستان پژسوخا ۸۰۰٫۶۸ کیلومتر مربع مساحت و ۴۳٬۸۲۲ نفر جمعیت دارد.